# Atletica leggera ai Giochi della XV Olimpiade - Staffetta 4×100 metri femminile

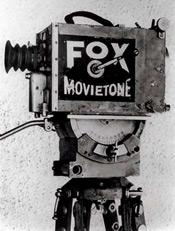
Video della Finale (da un cinegiornale USA)
Video della Finale (l'errore dell'Australia)

La competizione della staffetta 4×100 metri femminile di atletica leggera ai Giochi della XV Olimpiade si è disputata il giorno 27 luglio 1952 allo Stadio olimpico di Helsinki.

## Risultati
In batteria l'Australia batte il record del mondo con 46"1. Il primato resisteva dal 1936, quando fu stabilito dalla Germania.

In finale le australiane dominano ma, all'ultima curva, quando Marjorie Jackson sta per pregustare il terzo oro, dopo aver ricevuto il testimone portatole dalla Cripps sbatte con la mano sul suo ginocchio e lo fa cadere. Con freddezza lo raccoglie, ma giunge solo quinta.

L'incidente dà il via libera agli Stati Uniti, che battono al fotofinish la Germania. Entrambe le formazioni vanno sotto il record del mondo stabilito pochi giorni prima.
La seconda frazionista americana, Barbara Jones, è la più giovane medaglia d'oro dell'atletica olimpica (sia maschile che femminile). Il giorno della finale ha appena 15 anni e 123 giorni.

### Batterie
| Pos. | Nazione     | Atleti                                                            | Tempo Ufficiale | Tempo Ufficioso |
| ---- | ----------- | ----------------------------------------------------------------- | --------------- | --------------- |
| 1    | Australia   | Shirley Strickland Verna Johnston Winsome Cripps Marjorie Jackson | 46"1            | 46"22           |
| 2    | Paesi Bassi | Grietje de Jongh Bertha Brouwer Petronella Büch Wilhelmina Lust   | 47"1            | 47"32           |
| 3    | Argentina   | Lilián Heinz Lilián Buglia Gladys Erbetta Ana María Fontán        | 47"9            | 48"11           |
| 4    | Polonia     | Maria Arndt Maria Ilwicka Genowefa Minicka Eulalia Szwajkowska    | 48"1            | 48"21           |
| 5    | Saar        | Inge Glashörster Inge Eckel Hilde Antes Ursel Finger              | 49"0            | 49"22           |

| Pos.   | Nazione       | Atleti                                                                   | Tempo Ufficiale | Tempo Ufficioso |
| ------ | ------------- | ------------------------------------------------------------------------ | --------------- | --------------- |
| 1      | Stati Uniti   | Mae Faggs Barbara Jones Janet Moreau Catherine Hardy                     | 46"5            | 46"77           |
| 2      | Gran Bretagna | Sylvia Cheeseman June Foulds-Paul Jean Desforges Heather Armitage        | 46"6            | 46"84           |
| 3      | Italia        | Vittoria Cesarini Milena Greppi Giuseppina Leone Liliana Tagliaferri     | 47"4            | 47"68           |
| 4      | Svezia        | Anna-Lisa Augustsson Agneta Hannerz Greta Magnusson Nell Sjöström        | 47"8            | 48"06           |
| Squal. | Ungheria      | Ilona Tolnai-Rákhely Ibolya Tilkovszky Aranka Szabó-Bartha Olga Gyarmati | (48"5)          |                 |

| Pos. | Nazione          | Atleti                                                                       | Tempo Ufficiale | Tempo Ufficioso |
| ---- | ---------------- | ---------------------------------------------------------------------------- | --------------- | --------------- |
| 1    | Germania         | Ursula Knab Maria Sander Helga Klein Margarete Petersen                      | 46"3            | 46"42           |
| 2    | Unione Sovietica | Irina Turova-Bochkaryova Jewgienija Sechenova Nadežda Chnykina Vera Krepkina | 46"7            | 47"01           |
| 3    | Canada           | Frances O'Halloran Luella Law Rosella Thorne Eleanor McKenzie                | 47"3            | 47"47           |
| 4    | Francia          | Alberte de Campou Denise Laborie-Guénard Marcelle Gabarrus Yvette Monginou   | 47"6            | 47"79           |
| 5    | Finlandia        | Maire Österdahl Kaija Helena Sipilä Aino Autio Ulla Pokki                    | 50"2            | 50"34           |

### Finale
| Pos.    | Corsia | Nazione          | Atleti                                                                       | Tempo Ufficiale | Tempo Ufficioso |
| ------- | ------ | ---------------- | ---------------------------------------------------------------------------- | --------------- | --------------- |
| Oro     | 3      | Stati Uniti      | Mae Faggs Barbara Jones Janet Moreau Catherine Hardy                         | 45"9            | 46"14           |
| Argento | 4      | Germania         | Ursula Knab Maria Sander Helga Klein Margarete Petersen                      | 45"9            | 46"18           |
| Bronzo  | 5      | Gran Bretagna    | Sylvia Cheeseman June Foulds-Paul Jean Desforges Heather Armitage            | 46"2            | 46"41           |
| 4       | 2      | Unione Sovietica | Irina Turova-Bochkaryova Jewgienija Sechenova Nadežda Chnykina Vera Krepkina | 46"3            | 46"42           |
| 5       | 1      | Australia        | Shirley Strickland Verna Johnston Winsome Cripps Marjorie Jackson            | 46"6            | 46"86           |
| 6       | 6      | Paesi Bassi      | Grietje de Jongh Bertha Brouwer Petronella Büch Wilhelmina Lust              | 47"8            | 47"16           |